# 1975 w nauce

## Zmarli
- 18 maja – Kazimierz Fajans, polski fizyk

## Nauki przyrodnicze i ścisłe

### Astronomia
- George Herbig – Nagroda Henry Norris Russell Lectureship przyznawana przez American Astronomical Society

### Chemia
- odkrycie reakcji nazwanej asymetryczną aminohydroksylacja Sharplessa

### Matematyka
- sformułowanie twierdzenia Li-Yorke’a
- udowodnienie twierdzenia określanego jako lokalny lemat Lovásza

## Nauki społeczne

### Socjologia
- sformułowanie hipotezy Lewiatana przez Jamesa Buchanana

## Technika
- Wprowadzenie dodatkowej ścieżki dźwiękowej na taśmach filmowych z systemem Dolby Stereo[1].

## Nagrody Nobla
- Fizyka – Aage Niels Bohr, Ben Roy Mottelson, James Rainwater
- Chemia – John Warcup Cornforth, Vladimir Prelog
- Medycyna – David Baltimore, Renato Dulbecco, Howard Martin Temin